# أرينج
40°13′53″N 44°34′16″E / 40.23139°N 44.57111°E
أرينج، هي قرية كبيرة تقع شمال يريفان مباشرة في مقاطعة كوتايك في أرمينيا. أرينج هي ضاحية راقية تضم العديد من القصور المملوكة لأصحاب الملايين، بما في ذلك قصر جاجيك تساروكيان، مؤسس حزب أرمينيا المزدهرة.
تقع القرية على بعد 41 كم جنوب العاصمة الإقليمية هرازدان. حسب تعداد عام 2011، بلغ عدد سكان القرية 6220 نسمة.

## شخصيات بارزة
- جيراير شاغويان، لاعب كرة قدم محترف في المنتخب الوطني الأرمني لكرة القدم
- جاجيك تساروكيان، مؤسس حزب أرمينيا المزدهرة